# Jacek Skubikowski

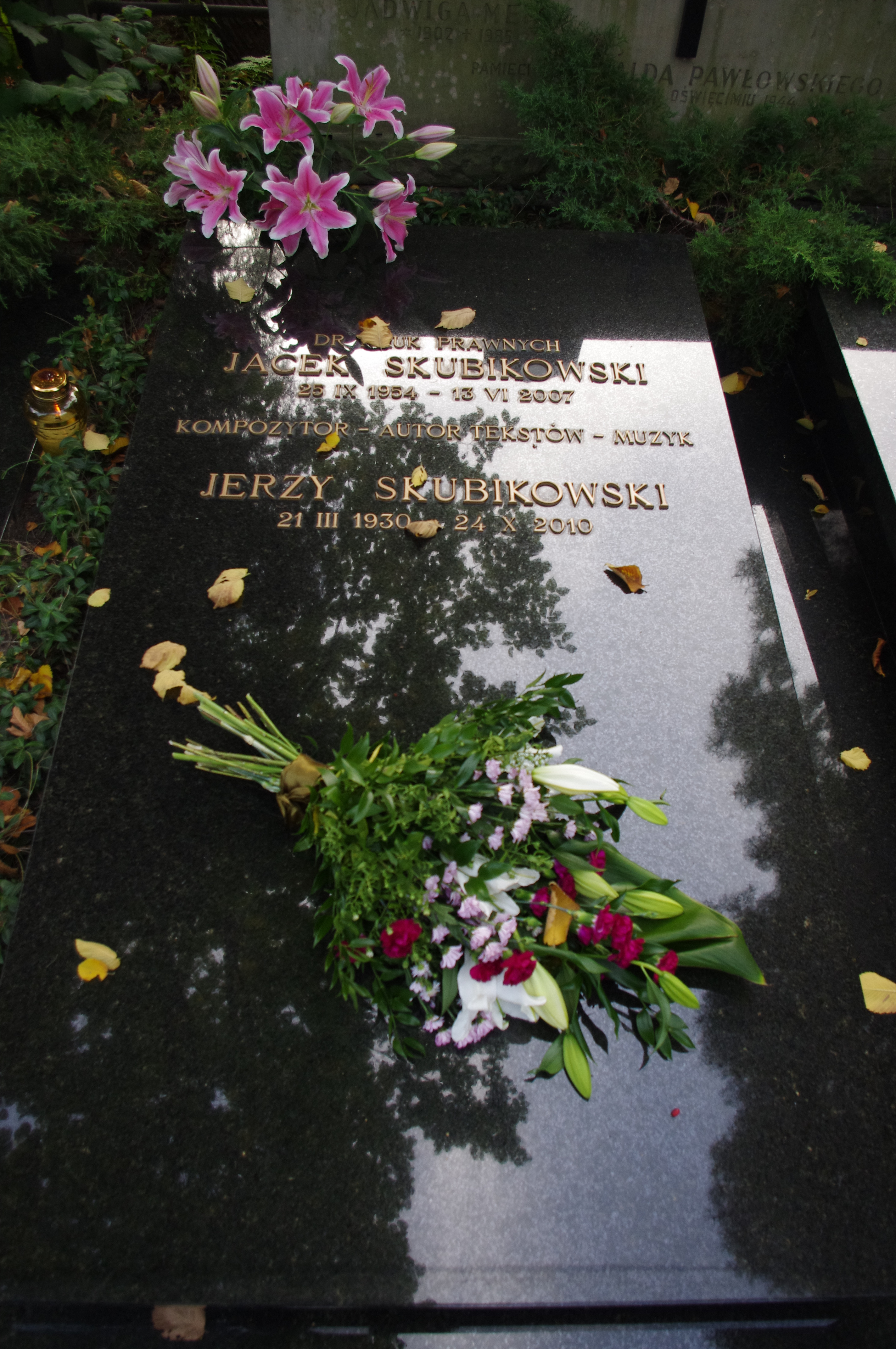
Grób Jacka Skubikowskiego na cmentarzu ewangelicko-augsburskim w Warszawie

Jacek Jerzy Skubikowski (ur. 25 września 1954 w Warszawie, zm. 13 czerwca 2007 tamże) – polski piosenkarz, gitarzysta, kompozytor i autor tekstów, prezenter telewizyjny i sceniczny, z wykształcenia prawnik.

## Życiorys
Absolwent Wydziału Prawa na Uniwersytecie Warszawskim oraz inżynierii dźwięku i produkcji nagrań Media Music Services w Londynie. W połowie stycznia 2007 obronił na Uniwersytecie Warszawskim doktorat z prawa.
Początkowo współpracował z zespołami jazzowymi. Grał na banjo w pierwszym założonym przez siebie zespole Rattlesnake Jug Band wykonującym jazz tradycyjny. Był nagradzany na festiwalu Złota Tarka. Współpracował z grupami country, a także z Wolną Grupą Bukowina. W 1981 był współzałożycielem Stowarzyszenia Muzyki Ludowej „Country” i współautorem jego statutu oraz sekretarzem generalnym. Wielokrotnie prowadził koncerty Międzynarodowego Festiwalu Muzyki Country „Piknik Country” w Mrągowie, gdzie występował również jako wykonawca.
Od 1983 występował jako solista zdopingowany sukcesami artystów, dla których tworzył muzykę oraz teksty. W 1983 jego piosenka „Jedyny hotel w mieście” zdobyła III nagrodę w koncercie „Premiery” na Krajowym Festiwalu Polskiej Piosenki w Opolu. Współtworzył przeboje zespołu Lombard oraz Martyny Jakubowicz, Krystyny Prońko, Ewy Bem oraz Majki Jeżowskiej. Współpracował z Maciejem Januszką z zespołu Mech, pisał teksty dla zespołu Lady Pank. W 1985 ponownie wystąpił na Festiwalu w Opolu z częścią składu zespołu Mech: Maciejem Januszką, Januszem Łakomcem i Andrzejem Dylewskim, w grupie pod nazwą Maski Mikołaja Maski, wykonując dwa utwory z płyty Wyspa dzikich: „Ja tu tylko śpię” i „Superukład”. 
Jako prezes Stowarzyszenia Artystów Wykonawców SAWP był współautorem projektu ustawy o dobrowolnej opłacie za pobieranie plików przez Internet.
Ostatni raz na estradzie pojawił się 6 lutego 2007 na koncercie imieninowym zorganizowanym w warszawskiej Fabryce Trzciny, z inicjatywy Macieja Januszki i Majki Jeżowskiej. Zmarł na raka krtani.

## Najbardziej znane utwory
- „Za każdy dzień, za każdy szept” (muz. i sł. Jacek Skubikowski)
- „Jedyny hotel w mieście” (muz. i sł. Jacek Skubikowski)
- „Dobre miejsce dla naiwnych” (muz. i sł. Jacek Skubikowski)
- „Następnym razem pójdzie jak z nut” (muz. i sł. Jacek Skubikowski)
- „Słodkie cudo z M-2” (muz. i sł. Jacek Skubikowski)
- „Ja tu tylko śpię” (muz. i sł. Jacek Skubikowski)
- „Żółta żaba żarła żur” (muz. i sł. Jacek Skubikowski)
- „XIX wiek” (muz. i sł. Jacek Skubikowski)
- „Uczciwa bieda” (muz. i sł. Jacek Skubikowski)
- „Nawet nie pytaj” (muz. i sł. Jacek Skubikowski)
- „Było nas dwoje” (muz. i sł. Jacek Skubikowski)
- „Agato, Renato, Beato” (muz. i sł. Jacek Skubikowski)
- „Ostatnie żywe drzewo” (muz. i sł. Jacek Skubikowski)
- „Lizak” (muz. i sł. Jacek Skubikowski)
- „Pomidory” (muz. Krzysztof Ścierański, sł. Jacek Skubikowski, wyk. Ewa Bem)
- „Śmierć dyskotece!” (muz. Jacek Skubikowski, sł. Marek Dutkiewicz, wyk. Lombard)
- „Droga pani z telewizji” (muz. i sł. Jacek Skubikowski, wyk. Lombard)
- „Taniec pingwina na szkle” (muz. i sł. Jacek Skubikowski, wyk. Lombard)
- „Stan gotowości” (muz. Grzegorz Stróżniak, sł. Jacek Skubikowski, wyk. Lombard)
- „Kryształowa” (muz. Grzegorz Stróżniak, sł. Jacek Skubikowski, wyk. Lombard)
- „Zawsze tam, gdzie ty” (muz. Jan Borysewicz, sł. Jacek Skubikowski, wyk. Lady Pank)
- „Tacy sami” (muz. Jan Borysewicz, sł. Jacek Skubikowski, wyk. Lady Pank)
- „Jak igła” (muz. Jan Borysewicz, sł. Jacek Skubikowski, wyk. Lady Pank)
- „Na dobre i na złe” (muz. Krzesimir Dębski, sł. Jacek Skubikowski, wyk. Anna Jurksztowicz)
- „Daleka droga” (muz. Piotr Chancewicz, sł. Jacek Skubikowski, wyk. Mech)
- „Za mało” (muz. Marc Sway, sł. Jacek Skubikowski, wyk. Sami)
- „Po drugiej stronie” (muz. Maciej Jamroz, sł. Jacek Skubikowski wyk. Kasia Lesing)

## Dyskografia

### Albumy

#### Albumy studyjne
- 11 ton (z zespołem The Country Family) Wifon (1983)
- Jacek Skubikowski Savitor (1983)
- Jedyny hotel w mieście Wifon (1984), (2 CD + live) GAD Records (2018)
- Wyspa dzikich Polton (1985), (CD + DVD) GAD Records (2018)
- Złe słowa Pronit (1986)
- Piosenki z różowej scenki Bravo (1990)
- Omen Wifon (1990)
- Nowe piosenki z różowej scenki Bravo (1991)
- Uczciwa bieda Ania Box Music (1994)
- …jak cytrynę… Starling S.A. (1996)

##### Albumy dla dzieci
- Papuga Gaduła Polton (1989)
- Zebra w palcie na asfalcie Polton (1990)
- Układanka Teleranka Bravo (1992)

#### Kompilacje
- Hotel Patria 1982-1992 Bravo (1992)
- SQUBIK: Różne numery ZPR Records (1999)
- Złota kolekcja: Dobre miejsce dla naiwnych Pomaton EMI (2001)
- Różni wykonawcy Jacka Skubikowskiego imieniny polskiej piosenki (2 CD) Sony BMG Music Entertainment Poland (2008)
- Antologia (10 CD) MTJ (2012)

#### Albumy sesyjne (występy gościnne)
- Krystyna Prońko – Krystyna Prońko Wifon/Pronit M 0004 (1983)

### Single
| Rok  | Tytuł                          | Pozycja na liście |
| Rok  | Tytuł                          | LP3               |
| ---- | ------------------------------ | ----------------- |
| 1982 | Dobre miejsce dla naiwnych     | 23                |
| 1983 | Jedyny hotel w mieście         | 24                |
| 1984 | Piromania                      | 36                |
| 1984 | Ja tu tylko śpię               | 22                |
| 1985 | Ostatnie żywe drzewo           | 28                |
| 1985 | Superukład                     | 34                |
| 1985 | Bibiraa, mięsożerne kwiaty     | 31                |
| 1987 | Za każdy dzień, za każdy szept | 36                |

## Odznaczenia
- Brązowy Medal „Zasłużony Kulturze Gloria Artis” (2005)[11]
- Odznaka Honorowa ZAiKS-u (1998)[12]